# Kulturní dům Radost
Kulturní dům Radost (dříve podle původního účelu budovy Kino Radost) je kulturní památka vyhlášená v roce 2003. Nachází se v chráněném památkovém území ve statutárním městě Havířově. Je nejtypičtější ukázkou architektury ve stylu socialistického realismu ve městě. 
Někdejší Kino Radost bylo projektováno jako jedna z hlavních kulturních institucí nově zakládaného města – bylo zde první kino a taneční sál. V ještě nedokončené budově byla 18. prosince 1955 městu předána zakládací listina a insignie. Prvním filmem, který se v kině promítal, byla Rudá záře nad Kladnem. Poslední promítání se uskutečnilo v červnu 1993.
Po vyhlášení kulturní památkou a po rekonstrukci ukončené v červenci 2007 byl změněn účel budovy a Kino Radost bylo přejmenováno na Kulturní dům Radost.